# ベニ川
ベニ川（ベニがわ、スペイン語: Río Beni）は、ボリビア北部の川。
ラパスの北を源流とし、パンパを北東方向に流れる。最も主要な支流はマドレ・デ・ディオス川。ほかにマディディ国立公園を流れるトゥイチ川がある。トゥイチ川はルレナバケの上流でベニ川に合流する。ルレナバケの南で、ベニ川は熱帯雨林に入る。ブラジル国境でマモレ川と合流する30km上流には、遡行を困難にしているカチュエラ・エスペランサの急流がある。